# 44. Arany Málna-gála
A 44. Arany Málna-díjkiosztón (Razzies) – az Oscar-díj paródiájaként – az amerikai filmipar által 2023-ban gyártott, illetve az Amerikai Egyesült Államokban bemutatott legrosszabb filmeket és azok alkotóit díjazták.
A több mint 900 egyesült államokbeli és külföldi filmrajongó, kritikus, újságíró és filmes szakember G.R.A.F.-tag  jelölése alapján összeállított végleges listát január 22-én, a 2024. évi Oscarra jelöltek bejelentése előtti napon hozták nyilvánosságra. A jelöltek között kiemelkedett a sorból Scott Waugh akciófilmje, a Feláldozh4tók, amelyet hét kategóriában javasoltak díjazni, valamint Rhys Frake-Waterfield horrorfilmje, a Micimackó: Vér és méz, amely öt jelölést kapott.
A „győztesek” kihirdetésére a 96. Oscar-gála előtti napon, 2024. március 9-én került sor Los Angelesben. A beérkezett szavazatok alapján ez utóbbi alkotás tarolt: mind az öt kategóriában (legrosszabb film, koppintás, rendezés, forgatókönyv és filmes páros) megkapta az Arany Málnát. A Rotten Tomatoes weboldal 3 %-os tetszési indexe alapján az eredmény sem a szakújságírók körében, sem a közönség soraiban nem okozott meglepetést, mivel a film „a »nem ijesztő« és a »nem vicces« rémisztő kombinációja” (The Guardian), a Times magazin kritikusa szerint pedig alkotója „dühösen meggyalázza gyermekkorát, és AA Milne szeretett klasszikusát egy homályosan megírt, silányan megvalósított, színvonaltalan kaszabolós filmmel”. Sylvester Stallone és Megan Fox révén a Feláldozh4tók két díjat gyűjtött be, emellett Fox egy másik filmjében nyújtott alakításáért még egy díjat kapott.

## Az Arany Málna-szezon menetrendje
A díjátadó menetrendjét 2023. december 19-én hozták nyilvánosságra.
| Dátum             | Esemény                                                   |
| ----------------- | --------------------------------------------------------- |
| 2024. január 5.   | A jelöltek kiválasztásának megkezdése e-mailen keresztül. |
| 2024. január 14.  | A jelöltekről történő szavazás lezárása.                  |
| 2024. január 22.  | A jelöltek bejelentése.                                   |
| 2024. február 23. | A végső szavazás megkezdése e-mailen keresztül.           |
| 2024. március 9.  | A 43. Arany Málna díjak „nyerteseinek” bejelentése.       |
| 2024. március 10. | A 96. Oscar-gála.                                         |

## „Díjazottak” és jelöltek
| „Győztes” |

| Kategória | „Győztesek” és Jelöltek |
| --- | --- |
| Legrosszabb film | |
| Micimackó: Vér és méz, producer: Scott Jeffrey és Rhys Frake-Waterfield (Jagged Edge Productions)                                                                                      | |
| Az ördögűző: A hívő, producer: Jason Blum, David C. Robinson és James G. Robinson (Blumhouse Productions)                                                                              | |
| Feláldozh4tók, producer: Kevin King-Templeton, Les Weldon, Yariv Lerner és Jason Statham (Vértice Cine, Millennium Films)                                                              | |
| Meg 2. – Az árok, producer: Lorenzo di Bonaventura és Belle Avery (CMC Pictures, DF PicturesDi Bonaventura Pictures, Apelles Entertainment)                                            | |
| Shazam! Az istenek haragja, producer: Peter Safran (New Line Cinema, DC Entertainment, The Safran Company)                                                                             | |
| Legrosszabb előzményfilm, remake, koppintás vagy folytatás | |
| Micimackó: Vér és méz, producer: Scott Jeffrey és Rhys Frake-Waterfield (Jagged Edge Productions)                                                                                      | |
| A Hangya és a Darázs: Kvantumánia, producer: Kevin Feige (Marvel) | |
| Az ördögűző: A hívő, producer: Jason Blum, David C. Robinson és James G. Robinson (Blumhouse Productions)                                                                              | |
| Feláldozh4tók, producer: Kevin King-Templeton, Les Weldon, Yariv Lerner és Jason Statham (Vértice Cine, Millennium Films)                                                              | |
| Indiana Jones és a sors tárcsája, producer: Steven Spielberg, Kathleen Kennedy, Frank Marshall, Simon Emanuel (Lucasfilm, Paramount Pictures)                                          | |
| Legrosszabb férfi főszereplő | |
| Jon Voight – Mercy, mint Patrick Quinn | |
| Russell Crowe – A pápa ördögűzője, mint Gabriele Amorth atya | |
| Vin Diesel – Halálos iramban 10., mint Dominic Toretto | |
| Chris Evans – Ghosted, mint Cole Turner | |
| Jason Statham – Meg 2. – Az árok, mint Jonas Taylor | |
| Legrosszabb női főszereplő | |
| Megan Fox – Johnny & Clyde, mint Alana Hart | |
| Ana de Armas – Ghosted, mint Sadie Rhodes | |
| Salma Hayek – Magic Mike utolsó tánca, mint Maxandra Mendoza | |
| Jennifer Lopez – Anya, mint Anya | |
| Helen Mirren – Shazam! Az istenek haragja, mint Hespera | |
| Legrosszabb férfi mellékszereplő | |
| Sylvester Stallone – Feláldozh4tók, mint Barney Ross | |
| Michael Douglas – A Hangya és a Darázs: Kvantumánia, mint Hank Pym | |
| Mel Gibson – Confidential Informant, mint Kevin Hickey | |
| Bill Murray – A Hangya és a Darázs: Kvantumánia, mint Lord Krylar | |
| Franco Nero – A pápa ördögűzője, mint pápa | |
| Legrosszabb női mellékszereplő | |
| Megan Fox – Feláldozh4tók, mint Gina | |
| Kim Cattrall – Ürömapám, mint Tigger | |
| Bai Ling – Johnny & Clyde, mint Zhang | |
| Lucy Liu – Shazam! Az istenek haragja, mint Kalüpszó | |
| Mary Stuart Masterson – Öt éjjel Freddy pizzázójában, mint Jane néni | |
| Legrosszabb filmes páros | |
| Micimackó és Malacka, mint két vérszomjas kaszaboló / gyilkos (!) – Micimackó: Vér és méz                                                                                              | |
| Bármely két „könyörtelen zsoldos” – Feláldozh4tók | |
| Bármely két Pénznyirbáló Befektető, akik 400 millió dollárt adtak az Az ördögűző remake-jogaiért – Az ördögűző: A hívő                                                                 | |
| Ana de Armas és Chris Evans – Ghosted | |
| Salma Hayek és Channing Tatum – Magic Mike utolsó tánca | |
| Legrosszabb rendező | |
| Rhys Frake-Waterfield – Micimackó: Vér és méz | |
| David Gordon Green – Az ördögűző: A hívő | |
| Peyton Reed – A Hangya és a Darázs: Kvantumánia | |
| Scott Waugh – Feláldozh4tók | |
| Ben Wheatley – Meg 2. – Az árok | |
| Legrosszabb forgatókönyv | |
| Micimackó: Vér és méz – írta: Rhys Frake-Waterfield, Alan Alexander Milne Micimackó című regénye alapján                                                                               | |
| Az ördögűző: A hívő – írta: Peter Sattler és David Gordon Green; Scott Teems, Danny McBride és David Gordon Green ötletéből, William Peter Blatty által megalkotott karakterek alapján | |
| Feláldozh4tók – írta: Kurt Wimmer, Tad Daggerhart és Max D. Adams; Spenser Cohen, Kurt Wimmer, és Tad Daggerhart ötletéből, David Callaham által megalkotott karakterek alapján        | |
| Indiana Jones és a sors tárcsája – írta: Jez Butterworth, John-Henry Butterworth, David Koepp és James Mangold, George Lucas és Philip Kaufman által megalkotott karakterek alapján    | |
| Shazam! Az istenek haragja – írta: Henry Gayden és Chris Morgan a DC Comics karakterei alapján                                                                                         | |
| Arany Málna-megváltó díj | Fran Drescher – 1998-as jelölt és a SAG-AFTRA jelenlegi elnöke, a színészcéh zseniális pásztorlásáért a hosszan tartó, sikerrel végződött 2023-as sztrájk alatt. |

### A kategóriákban előforduló filmek
| Jelölés | Díj | Magyar cím                        | Eredeti cím                           |
| ------- | --- | --------------------------------- | ------------------------------------- |
| 7       | 2   | Feláldozh4tók                     | Expend4bles                           |
| 5       | 5   | Micimackó: Vér és méz             | Winnie-the-Pooh: Blood and Honey      |
| 5       | 0   | Az ördögűző: A hívő               | The Exorcist: Believer                |
| 4       | 0   | A Hangya és a Darázs: Kvantumánia | Ant-Man and the Wasp: Quantumania     |
| 4       | 0   | Shazam! Az istenek haragja        | Shazam! Fury of the Gods              |
| 3       | 0   | Ghosted                           | Ghosted                               |
| 3       | 0   | Meg 2. – Az árok                  | Meg 2: The Trench                     |
| 2       | 1   | –––                               | Johnny & Clyde                        |
| 2       | 0   | A pápa ördögűzője                 | The Pope's Exorcist                   |
| 2       | 0   | Indiana Jones és a sors tárcsája  | Indiana Jones and the Dial of Destiny |
| 2       | 0   | Magic Mike utolsó tánca           | Magic Mike's Last Dance               |
| 1       | 1   | –––                               | Mercy                                 |
| 1       | 0   | Anya                              | The Mother                            |
| 1       | 0   | –––                               | Confidential Informant                |
| 1       | 0   | Halálos iramban 10.               | Fast X                                |
| 1       | 0   | Öt éjjel Freddy pizzázójában      | Five Nights at Freddy's               |
| 1       | 0   | Ürömapám                          | About My Father                       |